# Eucotyla wehri
Eucotyla wehri är en plattmaskart. Eucotyla wehri ingår i släktet Eucotyla och familjen Eucotylidae. Inga underarter finns listade i Catalogue of Life.